# プレミアホテルグループ
プレミアホテルグループ（英: Premier Hotel Group）は、ケン不動産リースが運営・保有するホテルグループ。

## 沿革
- 2004年（平成16年） - 「アクアリゾートクラブ サイパン」取得。
- 2006年（平成18年） - 「ハイアットリージェンシー グアム」取得。
- 2007年（平成19年）
  - 「シェラトン・ラグーナ・グアム・リゾート」グランドオープン。
  - 「ヒルトングアムリゾート&スパ」取得、運営開始。
  - 「ホテルキャッスル」取得。
  - 「那須温泉山楽」取得。
- 2011年（平成23年） - 「パシフィックアイランドクラブ」商標権を取得、直営化。
- 2013年（平成25年） - 「鬼怒川温泉 山楽」取得、運営開始。
- 2015年（平成27年）
  - 3月23日 - 「神戸トアロードホテル山楽」リブランドオープン[1][2]。
  - 4月1日 - 「プレミアホテルグループ」商号の立ち上げ、ホテル事業展開をグループ化[3]。
  - 5月23日 - 「アナハイム・マジェスティック・ガーデンホテル（旧：シェラトン・アナハイム・ホテル）」リブランドオープン[4]。
  - 10月1日 - 「プレミアホテル ―TSUBAKI― 札幌（旧：ルネッサンスサッポロホテル）」リブランドオープン[5]。
  - 「ハイアットリージェンシー那覇沖縄」新規開業。
- 2016年（平成28年）
  - 4月1日 - 「プレミアホテル 中島公園 札幌（旧：ノボテル札幌）」リブランドオープン[6]。
  - 6月1日 - 5ホテルを同時に「プレミアホテル-CABIN-」へリブランドオープン[7][8]。
  - 9月1日 -「フォーポイントバイシェラトン函館（旧：ロワジールホテル函館）」リブランドオープン[9]
  - 10月1日 - 「プレミアホテル 門司港（旧：門司港ホテル）」リブランドオープン[10][11]。
- 2017年（平成29年）
  - 4月26日 - 「プレミアホテル-CABIN-大阪」開業[12]。

## 運営ホテル

### 自社ブランド
プレミアホテル -TSUBAKI-
- プレミアホテル-TSUBAKI-札幌

プレミアホテル
- プレミアホテル 中島公園 札幌
- プレミアホテル門司港

プレミアホテル -CABIN-
- プレミアホテル-CABIN-札幌
- プレミアホテル-CABIN-旭川
- プレミアホテル-CABIN-帯広
- プレミアホテル-CABIN PRESIDENT-函館
- プレミアホテル-CABIN-新宿
- プレミアホテル-CABIN-松本
- プレミアホテル-CABIN PRESIDENT-大阪

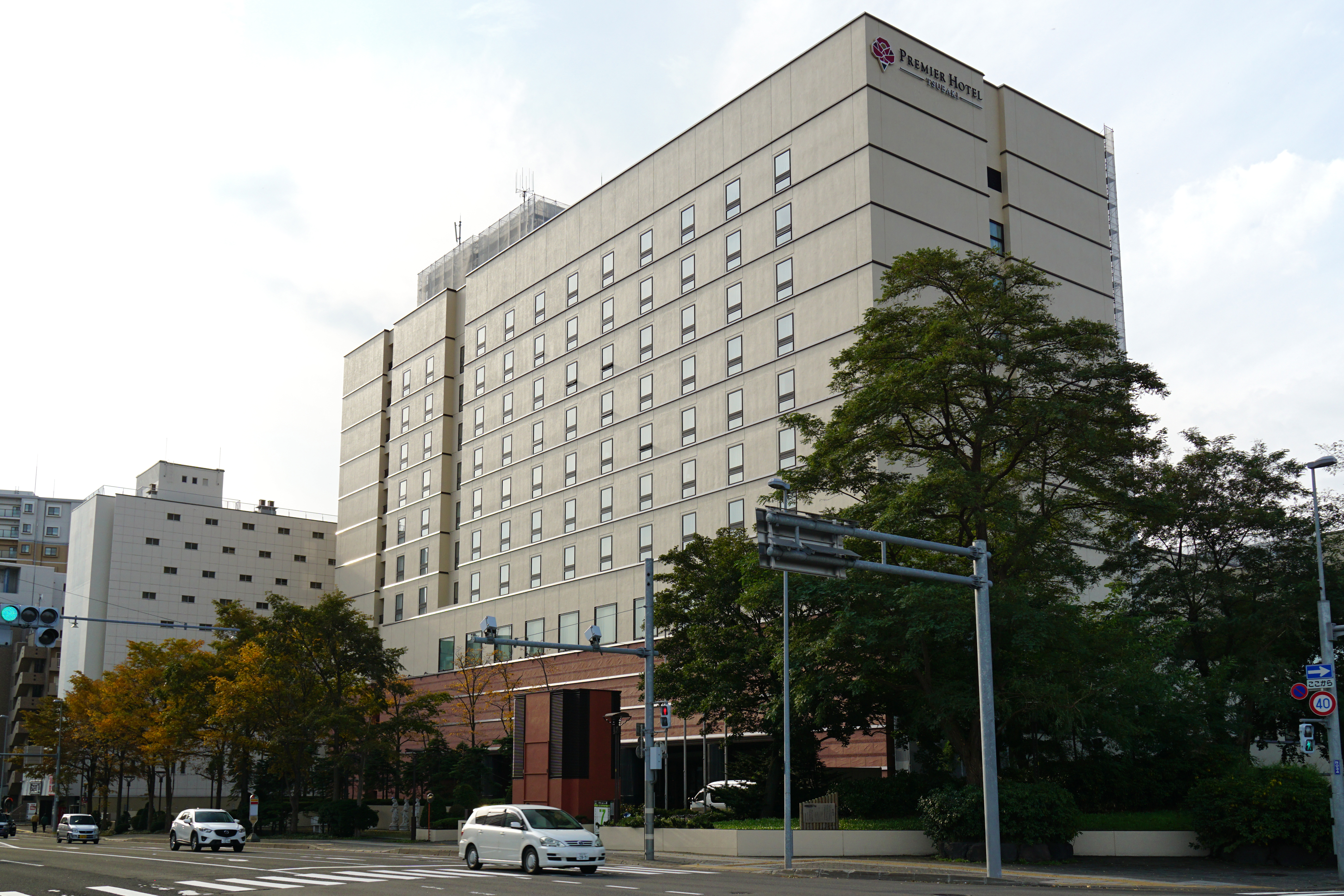
プレミアホテル -TSUBAKI- 札幌
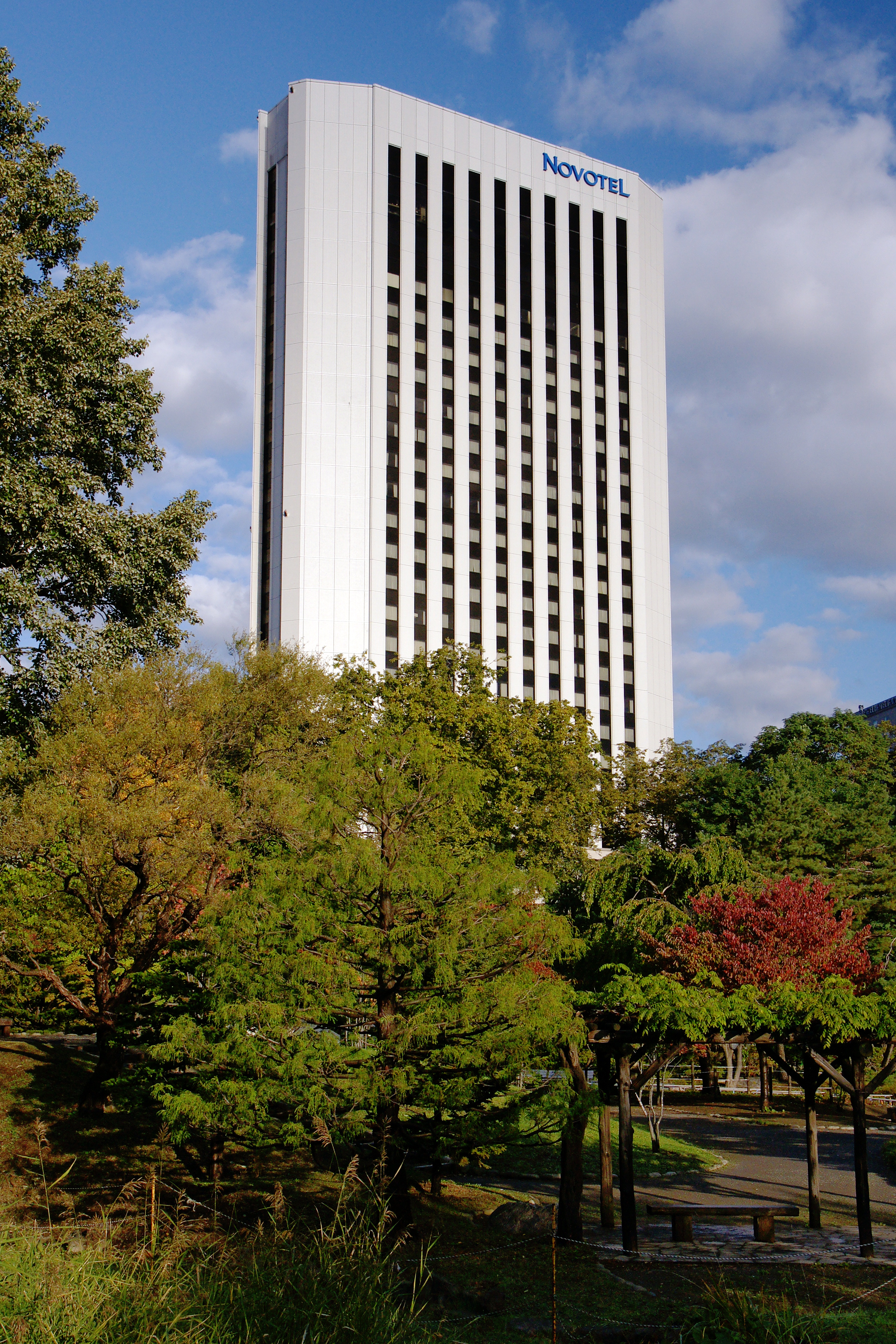
プレミアホテル 中島公園 札幌
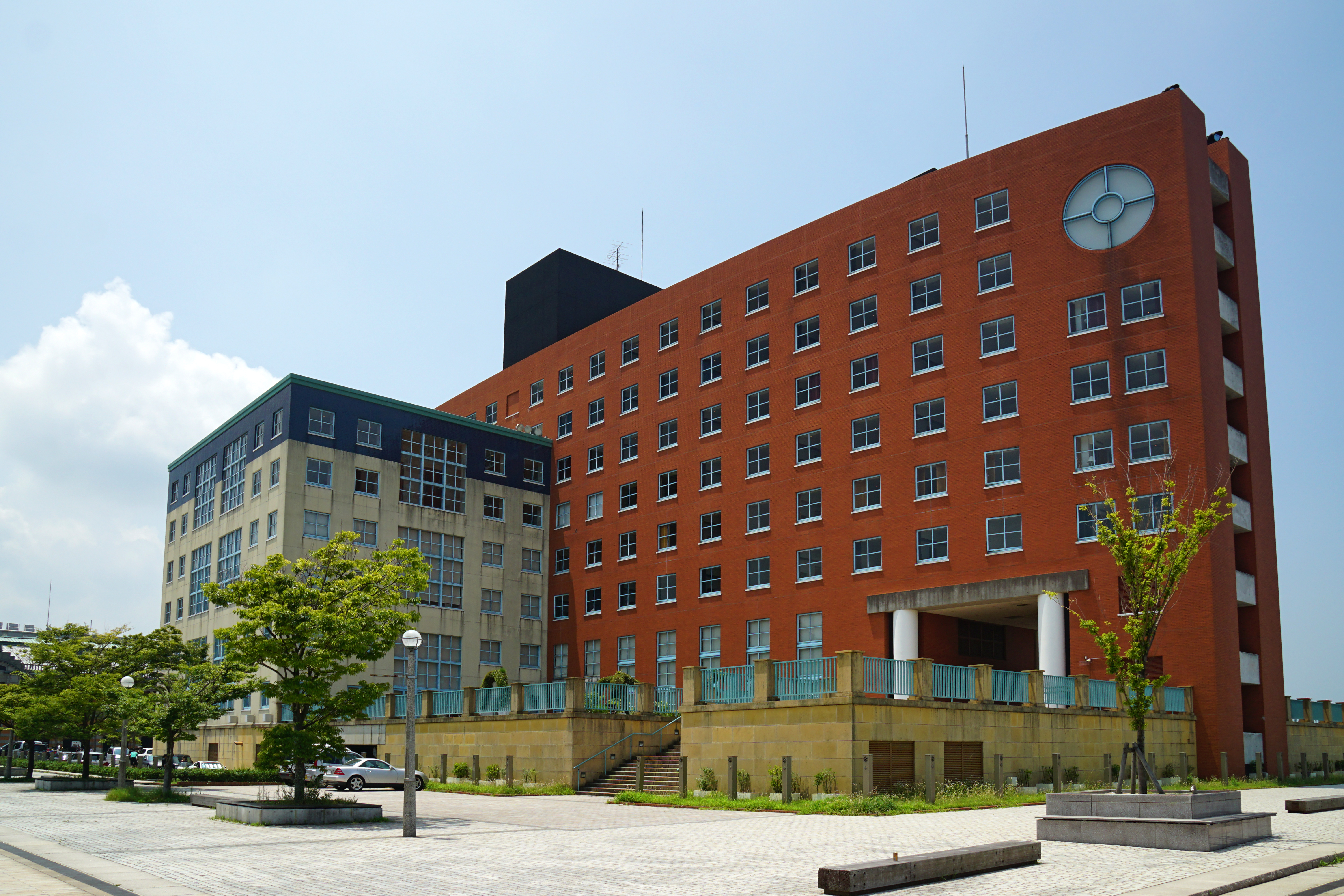
プレミアホテル門司港
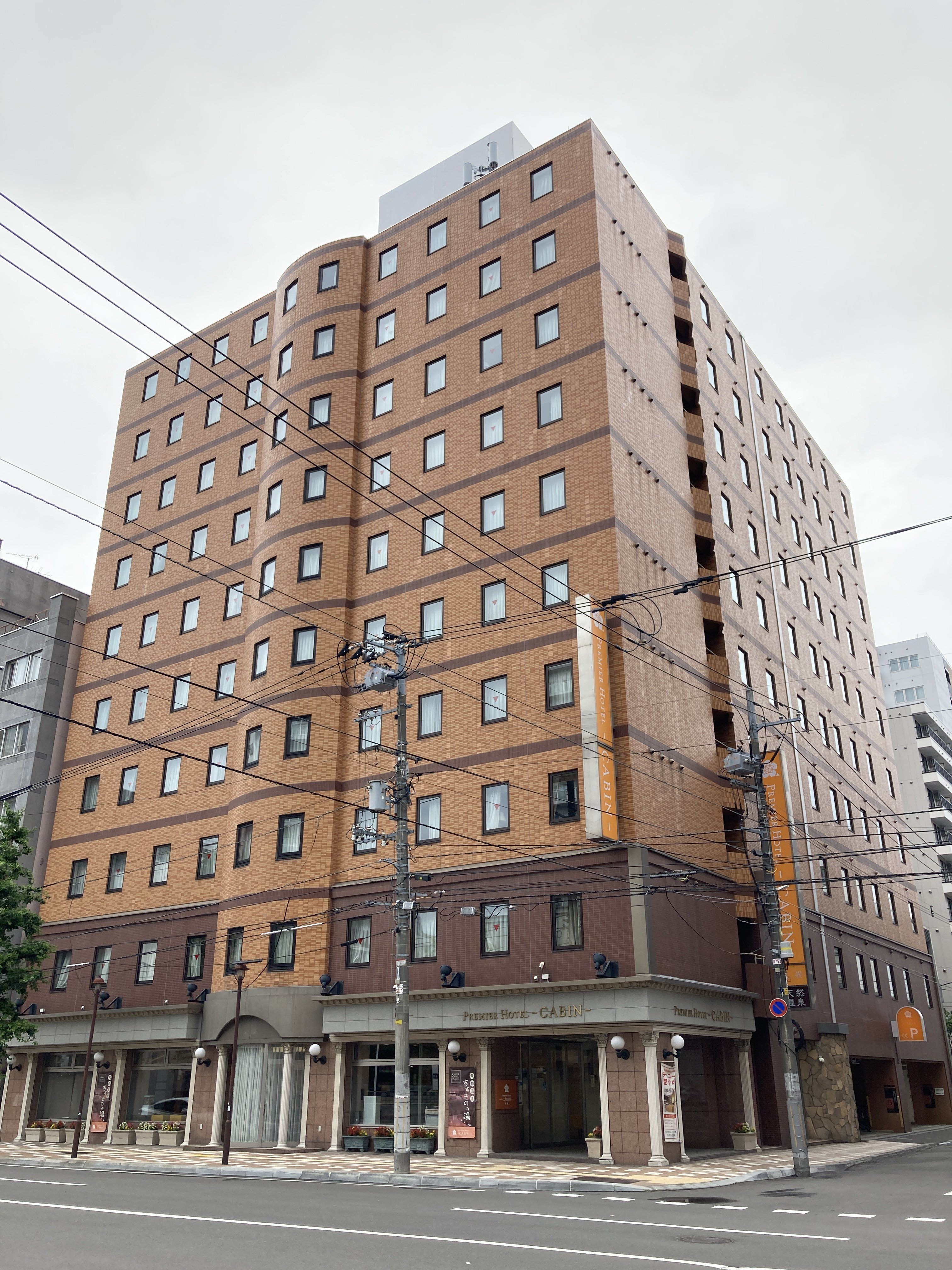
プレミアホテル-CABIN-札幌
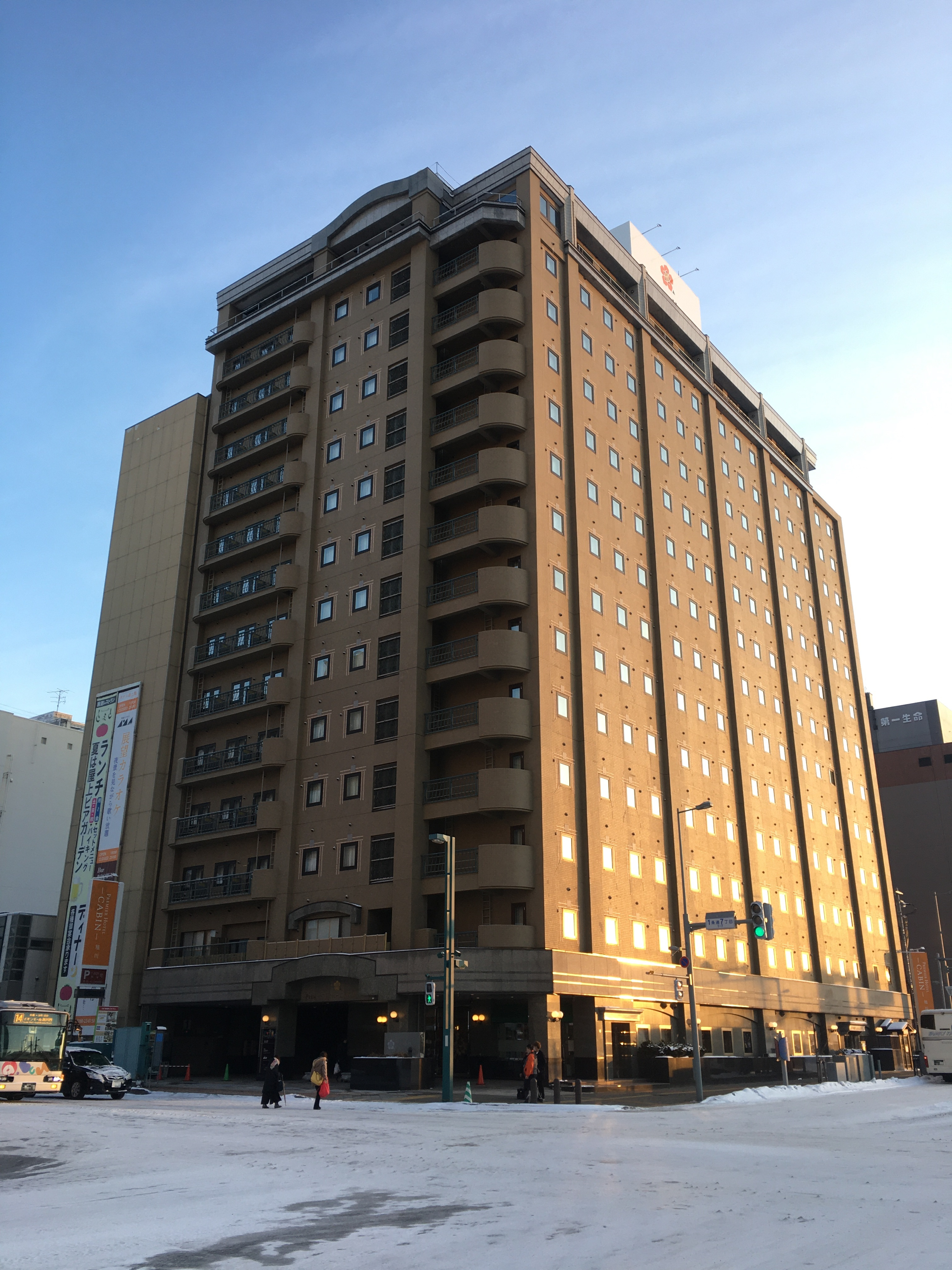
プレミアホテル-CABIN-旭川
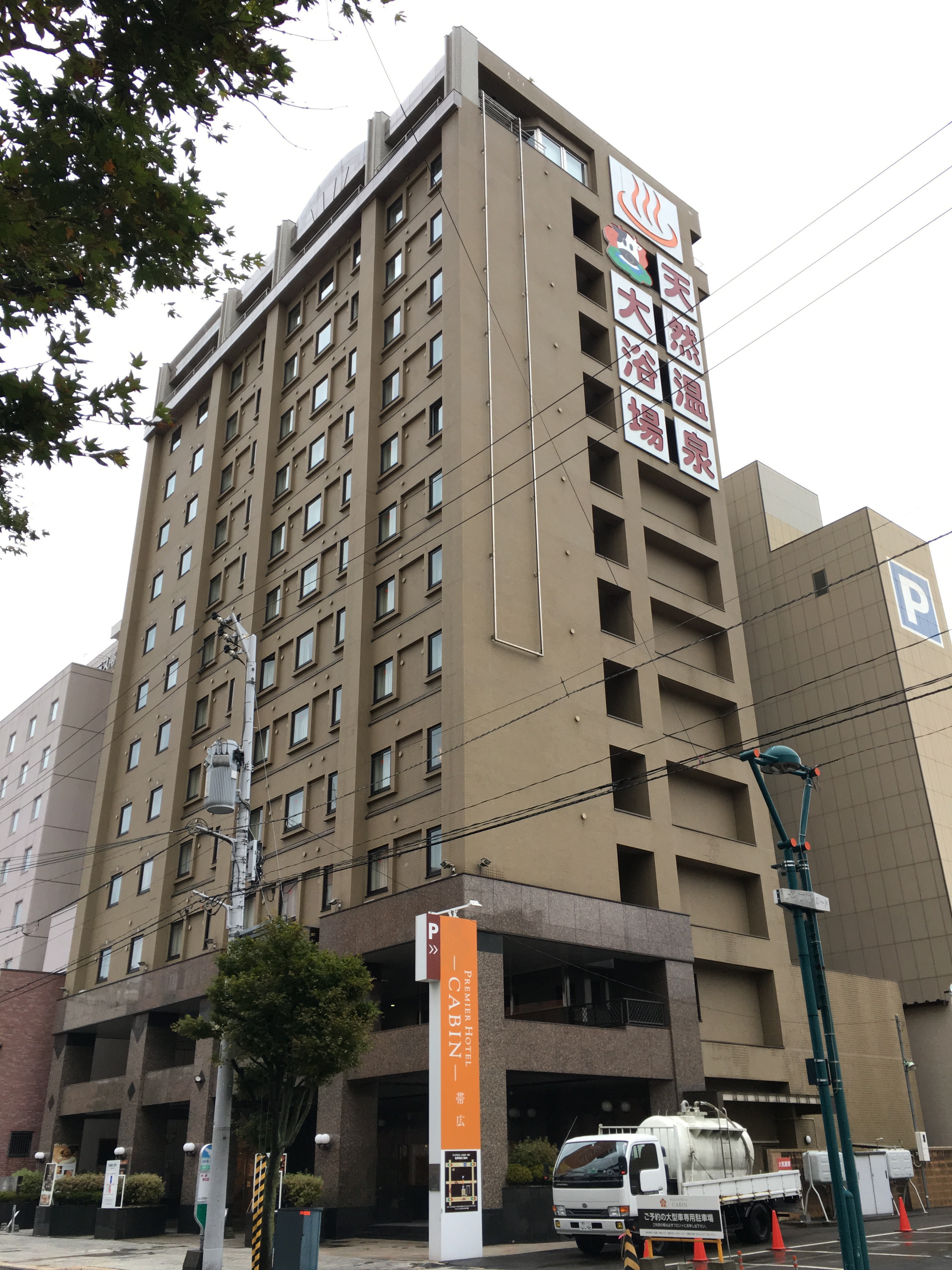
プレミアホテル-CABIN-帯広

山楽
- 那須温泉 山楽
- 鬼怒川温泉 山楽
- 金沢白鳥路 ホテル山楽
- 神戸トアロード ホテル山楽
- THE HOTEL SANRAKU KANAZAWA

### その他ブランド
国内
- ホテルキャッスル（山形市）
山形市十日町にある1981年（昭和56年）4月に開業したホテル（地上12階、地下3階、客室数152室）[13]。事業譲渡による取得後、建物老朽化により2023年（令和5年）12月末で閉館することになった[13]
- ハイアットリージェンシー横浜
- ハイアットリージェンシー那覇沖縄
- リーガロイヤルグラン沖縄
- オクマプライベートビーチ＆リゾート
- ヒルトン横浜（2023年9月24日開業）
- 琉球ホテル&リゾート名城ビーチ

他
海外
グアム
- ホテル・ニッコー・グアム
- ザ ツバキ タワー
- ハイアットリージェンシー グアム
- ヒルトン グアム リゾート＆スパ
- パシフィックアイランドクラブ グアム
- リーガロイヤル・ラグーナ・グアム・リゾート

サイパン
- パシフィックアイランドクラブ サイパン
- アクアリゾートクラブ サイパン

アナハイム
- アナハイム マジェスティック ガーデン ホテル